# Kemiskt tecken
Ett kemiskt tecken (äldre benämning kemisk symbol) är en kortare form av ett längre namn  på ett grundämne. Alla grundämnen har ett kemiskt tecken bestående av en eller två bokstäver. Några få människoskapade grundämnen med hög kärnladdning (atomnummer) har haft tillfälliga tecken med tre bokstäver innan det slutliga namnet har godkänts. Systemet utarbetades 1813 av Jacob Berzelius och ersatte flera tidigare allt krångligare notationssystem baserade på alkemins grafiska symboler.

## Beskrivning
Kemiska tecken för grundämnen är listade i det periodiska systemet. De används (förutom som ett stenografiskt skrivsätt) i kemiska formler och i reaktionsformler. Kemiska tecken bör inte skrivas i kursiv stil.
Exempel:
{\displaystyle 2{\mathrm {H} }_{2}+{\mathrm {O} }_{2}\ \rightarrow \ 2{\mathrm {H} }_{2}{\mathrm {O} }.} (2 molekyler väte reagerar med 1 molekyl syre och bildar 2 molekyler vatten)
Kemiska tecken har ofta härletts från det latinska eller grekiska namnet på ämnet. Ibland liknar det latinska eller grekiska namnet inte det vanliga svenska namnet. Exempelvis är Au tecknet för guld (latin aurum), Pb tecknet för bly (latin plumbum) och Cl tecknet för klor (grekiska för χλωρός chlō'ros, gulgrön).
Kemiska tecken kan även användas för att ange särskild nuklid eller andra tillstånd som jonisering och oxidationstal.
Indexlägen vid kemiskt tecken:
I fysikalisk litteratur förenklas noteringen ibland med placering av masstal i övre högra läget och kärnladdningen i nedre vänstra läget.
För kompletta översikter över grundämnen och deras tecken, se:
- Lista över grundämnen
- Periodiska systemet